# Планетарій імені Владислава Дзєвульського в Торуні

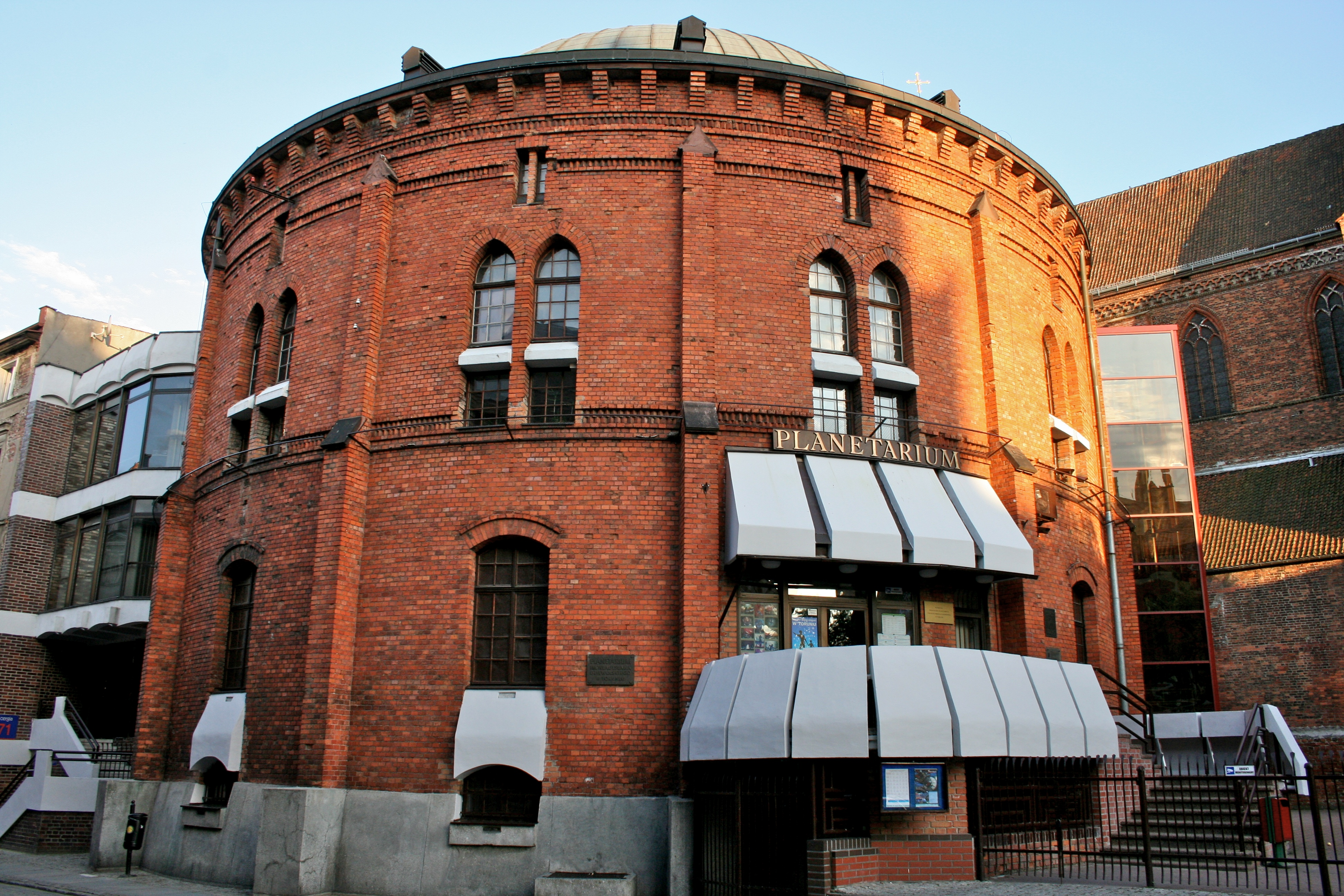
Торунський планетарій

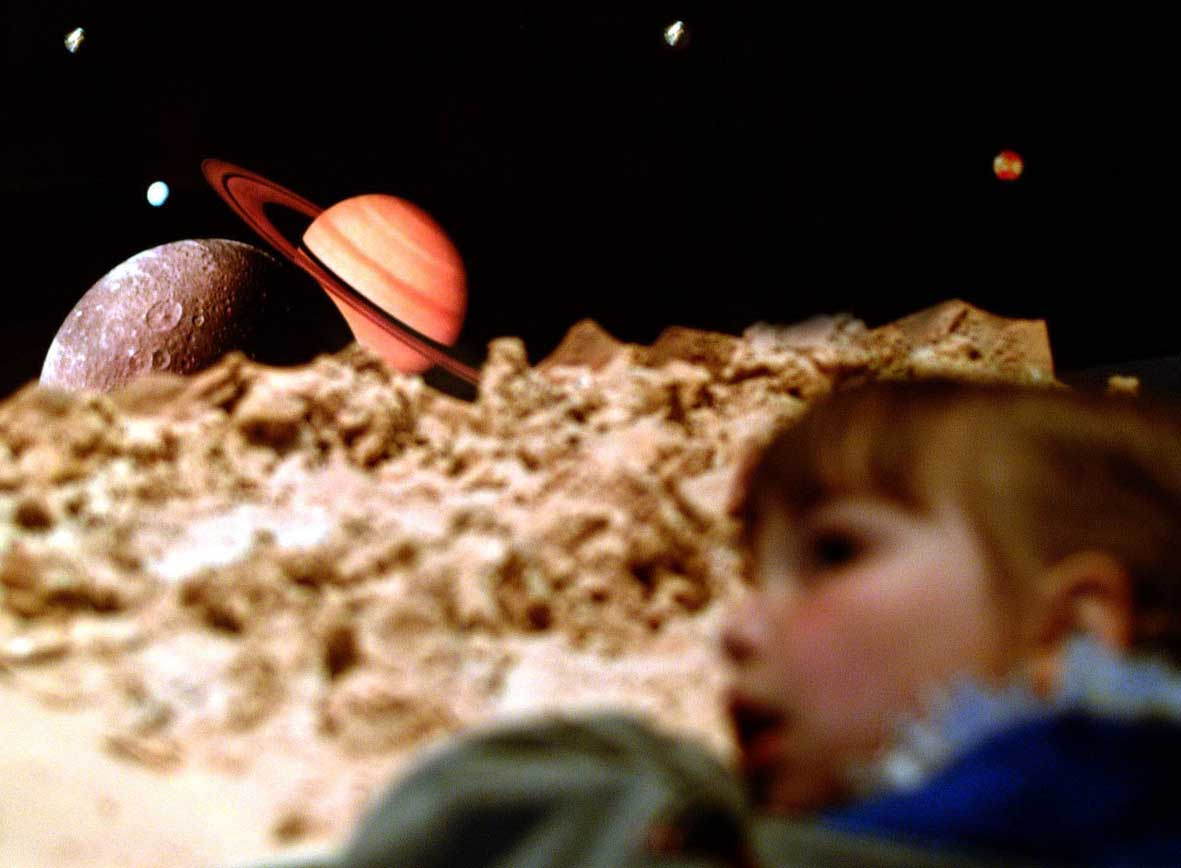
«Orbitarium»

Планета́рій і́мені Влади́слава Дзєву́льського (пол. Planetarium im. Władysława Dziewulskiego w Toruniu) — планетарій у Торуні, відкритий 1994 року. Демонструє астраномічні покази з точки зору бачення сучасної астрономії.

## Історія
Планетарій у Торуні відкрито 17 лютого 1994 року. 19 лютого того ж року відбулася демонстрація першого астрономічного показу. Протягом наступних кількох років до показів вносилися незначні зміни. В травні 1995 року слайди експоновані через проектор почали поєднувати в панорами. В листопаді 1997 року застосовано систему англ. all-sky, що дозволило повністю заповнити слайдовими образами купол планетарію. Від 26 червня 2005 року відкрито інтерактивний відділ «Orbitarium».

## Опис
Основний проектор планетарію (RFP) виготовлений німецькою фірмою «Zeiss». Купол планетарію репрезентуючий штучне небо становить 15 метрів у діаметрі, що дозволяє зарахувати його до трьох найбільших у Польщі. У проєкційній залі нараховується 196 глядацьких місць. На 2008 рік торунський планетарій відвідали 2 220 223 глядачів.